# Alucita ectomesa
Alucita ectomesa is een vlinder uit de familie van de waaiermotten (Alucitidae). De wetenschappelijke naam van de soort is voor het eerst geldig gepubliceerd in 1917 door Hering.
De soort komt voor in tropisch Afrika.